# Paratropus wenzeli
Paratropus wenzeli är en skalbaggsart som beskrevs av Kanaar 1997. Paratropus wenzeli ingår i släktet Paratropus och familjen stumpbaggar. Inga underarter finns listade i Catalogue of Life.